# 朴東昴
朴 東昴（パク・トンミョ、朝鮮語: 박동묘、1922年4月3日 - 2006年2月19日）は、大韓民国の経済学者、教授、政治家。第9代成均館大学校総長。第9・10代韓国国会議員。第22代農林部（現・農林畜産食品部）長官。本貫は昌原朴氏。
岳母の弟に円仏教の宗法師の宋奎と宋道性がいる。

## 経歴
日本統治時代の咸鏡南道定平郡に生まれた。ソウル大学校商科大学経済学部卒業。1958年からソウル大学校商科大学教授を務め、経済学者として各社新聞にも幾度となく農業経済などを主題とした記事が掲載されている。1961年に金融通貨運営委員会委員と最高会議議長顧問、農協中央会運営委員に委嘱された。1963年に農業経済研究所所長を務め、1966年に農林部長官に就任した。1967年に経済科学審議委員会常任委員を、1970年2月7日から1974年7月16日まで第9代成均館大学校総長を務め、また1972年に国際連合食糧農業機関韓国協会長、同年1月12日より第13・14・15代大韓教育連合会（現・韓国教員団体総連合会）会長を務めた。1976年に統一主体国民会議により国会議員に選出され、維新政友会所属の国会議員となり、計2期務めた。
韓国の農業経済とインフレ論に関する著書や翻訳本を多数出版した。2006年に老衰により84歳で死去した。

## 賞勲
- 国民勲章牡丹章